# Sociedad Española de Alquiler Garantizado
Sociedad Española de Alquiler Garantizado (SEAG), és una empresa fundada en 2014 que assessora propietaris d'immobles a Espanya enfront de casos d'impagaments, okupacions o danys en les propietats arrendades.
SEAG està especialitzada a garantir el pagament del lloguer de manera indefinida en cas d'impagament de l'inquilí; en la protecció legal enfront de la morositat del lloguer i altres conflictes relacionats amb l'arrendament; i en l'assessorament jurídic i representació legal en processos de desnonament. La companyia col·labora amb empreses immobiliàries i administradors de finques.
El maig de 2025, arran d’un estudi de la Federación Nacional de Asociaciones Inmobiliarias (FAI) (Federació Nacional d’Associacions Immobiliàries) i de SEAG, es va constatar que l’oferta de lloguer de llarga durada va caure més d’un 50 % després de l’entrada en vigor de la Llei d’Habitatge. A més, un 35 % dels propietaris va contractar garanties d’impagament com a reflex de la creixent inseguretat jurídica en el sector.